# Fuzuli
Fuzuli ili Fizuli, punim imenom Mahamad bin Sulejman (klasični azerski: محمد سليمان اوغلی‎ Məhəmməd Süleyman oğlu, Karbala, Irak, oko 1494. – Karbala, 1556.) bio je azerbajdžanski pjesnik pisac i mislilac iz bajatskog plemena Oguza.
Često se smatra jednim od onih, koji su najviše doprinijeli divanskoj tradiciji  azerbajdžanske književnosti. Fuzuli je napisao svoje sabrane pjesme (divane) na tri različita jezika: na njegovom materinjem azerskom, arapskom i perzijskom. Bio je dobro upoznat s osmanskom i čagatajskom turskom književnom tradicijom, kao i s matematikom i astronomijom.
Fuzuli je bio poznat kao pjesnik ljubavi. Njegov pojam ljubavi, ima zajedničkog sa sufijskom idejom o ljubavi kao projekcijom suštine Alaha – iako izgleda da sam Fuzuli nije pripadao nekom specifičnom sufijskom redu.
Vrhunac njegova stvaralaštva i klasično djelo azerbajdžanske književnosti predstavlja poema „Lejli i Medžnun”, po kojoj je Uzeir Hadžibekov 1908. skladao prvu azerbajdžansku operu. To je klasična bliskoistočna ljubavna priča o Lejli i Medžnunu. Lord Byron zove ih „Romeom i Julijom istoka”. Ta ljubavna priča, arapskoga je porijekla i proširila se na više bliskoistočnih jezika. U svojoj inačici priče, Fuzuli se koncentrira na bol odvajanja ludo zaljubljenog Medžnun od svoje voljene Lejle i tu bol doživljava kao suštinu ljubavi.
Ultimativna vrijednost ljubavne patnje u Fuzulijevom djelu, leži u tome što pomaže čovjeku da se približi „stvarnosti” (الحق al-Haqq), što je jedno od 99 imena Alaha u islamskoj tradiciji.
Po njemu je nazvan grad Fuzuli u Azerbajdžanu i Fizulinski rajon.